# Raid sur Hnan Khar
Guerre civile de 2021-2023 en Birmanie
Les raids sur Hnan Khar étaient une série de raids contre le village de Hnan Khar, canton de Gangaw, région de Magway, par la junte birmane Tatmadaw. Au cours de ces raids, les soldats de la junte ont commis divers crimes de guerre.

## Crimes de guerres
Plusieurs exécutions sont faites par les soldats de l'armée birmane,.